# Rebels (RBD)
Rebels è il quarto album in studio (il primo in lingua inglese) del gruppo musicale pop messicano RBD, pubblicato nel 2006.

## Tracce
1. Tu amor (Diane Warren) — 4:37
2. Wanna Play (Andrea Martin, RedOne, Bilal Hajji)  — 3:40
3. My Philosophy (Carlos Lara) — 4:05
4. Connected (Amy Powers, Guy Roche) — 3:16
5. I Wanna Be the Rain (Diane Warren) — 4:07
6. Cariño mio (Andrea Martin, RedOne, Bilal Hajji)  — 3:12
7. Era la música (Alisha Brooks, Evan V. McCulloch, Nick Nastasi, Ryan William Stokes) — 3:31
8. Keep It Down Low (Mauricio Arriaga) — 3:36
9. Happy Worst Day (Mats Hedström, Jade Ell) — 3:02
10. This Is Love (Memo Méndez Guiú, Emil "Billy" Méndez) — 3:39
11. Save Me (Max DiCarlo, Carlos Lara, Pedro Damián) — 3:56
12. Money Money (Anthony Calo, Gabriel Cruz, Aarón Peña, Francisco Saldaña, Luny Tunes) — 3:21 (bonus track ediz. spagnola)
13. Tu amor (Navidad Mix) (Diane Warren) — 4:36
14. Celestial Album sampler (Ser o parecer/Dame/Bésame sin miedo) — 2:00

## Formazione
- Anahí
- Dulce María
- Alfonso Herrera
- Maite Perroni
- Christian Chávez
- Christopher Uckermann